# Enciclopèdia de la vida de les dones
Enciclopèdia de la vida de les dones o Gyuhapchongseo és un compendi amb consells per a mestresses de casa escrit per la coreana Yi Bingheogak (1759-1824) el 1809. Era famós a l'època entre les dones de l'aristocràcia. Un exemplar es troba a la Biblioteca Nacional de Corea. Tracta cinc temes de la gestió d'una casa tradicional:
- Jusaui: que tracta sobre com preparar salsa de soja, pasta de soja, unes begudes alcohòliques casolanes, un arròs cuit anomenat bap, galetes d'arròs, plats per a acompanyar el bap[1] i pastissos d'arròs.[2]
- Bongimchik: com confeccionar la roba, la soldar olles i teteres, i fer foc. S'hi explica entra d'altres com utilitzar Bletilla striata per a emmidonar roba de seda.[3]
- Sangarak: el treball del camp, la jardineria, l'horticultura i la ramaderia
- Cheongnanggyeol: consells per dones durant l'embaràs, l'educació de criatures, mètodes de primers auxilis, medicaments per triar i evitar i com netejar la casa.
- Sulsuryak: consells per triar una casa, fer fugir els mals esperits i dimonis i atreure la bona sort amb mètodes tradicionals com ara talismans i conjurs.